# 제천 황강영당 및 수암사
제천 황강영당 및 수암사(堤川 黃江影堂 및 遂庵祠)는 충청북도 제천시 한수면 송계리에 있는 조선시대의 건축물이다. 1977년 12월 7일 충청북도의 기념물 제18호로 지정되었다.

## 개요
조선 주자학의 대가인 송시열(1607∼1689) 선생을 비롯하여 그의 제자인 권상하(1641∼1721)와 권상하 선생의 제자인 한원진(1682∼1751), 윤봉구(1681∼1767), 권욱의 영정을 모시고 있는 영당과 수암 권상하를 모시고 있는 사당이다.
송시열 선생은 인조 11년(1633) 문과에 급제하여 학문적 명성을 떨쳤고 후에 효종이 추진하던 북벌계획의 핵심인물로 부상되기도 하였다.
권상하 선생은 그의 스승인 송시열이 사약을 받고 죽자 그의 유품을 거두고 유언에 따라 화양동에 만동비와 대보단을 세웠다. 그 뒤 숙종이 그의 재주를 아깝게 여겨 우의정과 좌의정을 제수하였으나 끝내 사양하고 벼슬을 하지 않았다. 그는 16세기 이율곡과 송시열로 이어지는 기호학파의 계보를 이으며 크게 발전시킨 인물로 평가 받고 있다. 권상하는 남인 정권에서 스승이 유배를 당하자 현재 충북 제천군 한수면 황강리 한수재(寒水齋)에 은거하다가 1721년 유명을 달리하였다. 이 자리에 영조 2년(1726)에 황강서원(黃江書院)이 세워져, 다음해에 사액을 받았다. 고종 8년(1871) 흥선대원군의 서원철폐령으로 황강영당으로 이름을 바꾸었다. 지금 있는 건물은 충주댐 건설로 수몰될 위기에 처하자 1983년 지금 있는 송계리로 옮긴 것이다.
황강영당은 앞면 2칸·옆면 2칸 규모의 건물로, 지붕은 옆면에서 볼 때 여덟 팔(八)자 모양의 팔작지붕이다. 이곳과 담장을 하나 사이에 두고 있는 수암사는 앞면 3칸·옆면 2칸 규모이며, 지붕은 옆면에서 볼 때 사람 인(人)자 모양의 맞배지붕이다.

## 참고 문헌
- 제천 황강영당 및 수암사 - 국가유산청 국가유산포털